# 鷲崎健の超!A&Gミュージック+プレミアム
鷲崎健の超!A&Gミュージック+プレミアムとは、超!A&G+にて放送されているアニソン系アーティストピックアップ番組「超!A&Gミュージック+プレミアム」の一環として放送されているラジオ番組である。パーソナリティは「鷲崎健の超ラジ!」→「鷲崎健の2h」や「A&G 超RADIO SHOW〜アニスパ!〜 」などのパーソナリティである鷲崎健。また、鷲崎が伊福部崇とユニットを組み活動している「ポアロ」として放送したポアロの超!A&Gミュージック+プレミアムについてもここに記す。

## 過去の放送一覧
- 超!A&Gミュージック+プレミアム ポアロ（2007年10月27日初回）

ポアロBESTアルバム「16in1」 （2007年10月26日発売）リリースを記念してアルバムの全曲紹介を中心に放送。
- 鷲崎健の超!A&Gミュージック+プレミアム（2008年11月29日初回）

鷲崎が初めてソロで手がけたSilly Walker（2008年12月5日発売）リリースを記念して放送。アルバムから何曲か流しつつ、アレンジャーの杉浦"ラフィン"誠一郎をゲストに招き、アーティスト側と製作側それぞれのエピソードを語った。一度番組として通常通りリピート終了した後、「キタエリのケメコマニアックス!」放送終了後、後番組が決まらなかった枠のつなぎ番組として2009年1月 - 2月の期間にリピート放送された。　
- ポアロの超!A&Gミュージック+プレミアム（2009年2月28日初回）

- 鷲崎健の超!A&Gミュージック+プレミアム（2010年5月22日初回）

鷲崎2枚目のソロアルバム「SINGER SONG LIAR」（2010年5月12日発売）リリースを記念して放送。前回に続き杉浦、そして内田稔をゲストに招き、アルバム参加アーティストについてのエピソードや鷲崎がアルバムの聴きどころとして挙げる楽曲の編曲など、「Pretty Girl」「1000000SEX」「アガラマイン」についてのエピソードを語った。
- 鷲崎健の超!A&Gミュージック+プレミアム（2012年6月9日初回）

鷲崎3枚目のソロアルバム「I Love You」のある世界（2012年5月23日発売）リリースを記念して放送。前回に続き杉浦・内田をゲストに招き「鷲崎健の2h」第86回（2012年5月25日放送分）では時間の都合で語りきれなかった楽曲制作話や、収録楽曲のエピソードなどを語った。